# Liga Cubana de Béisbol

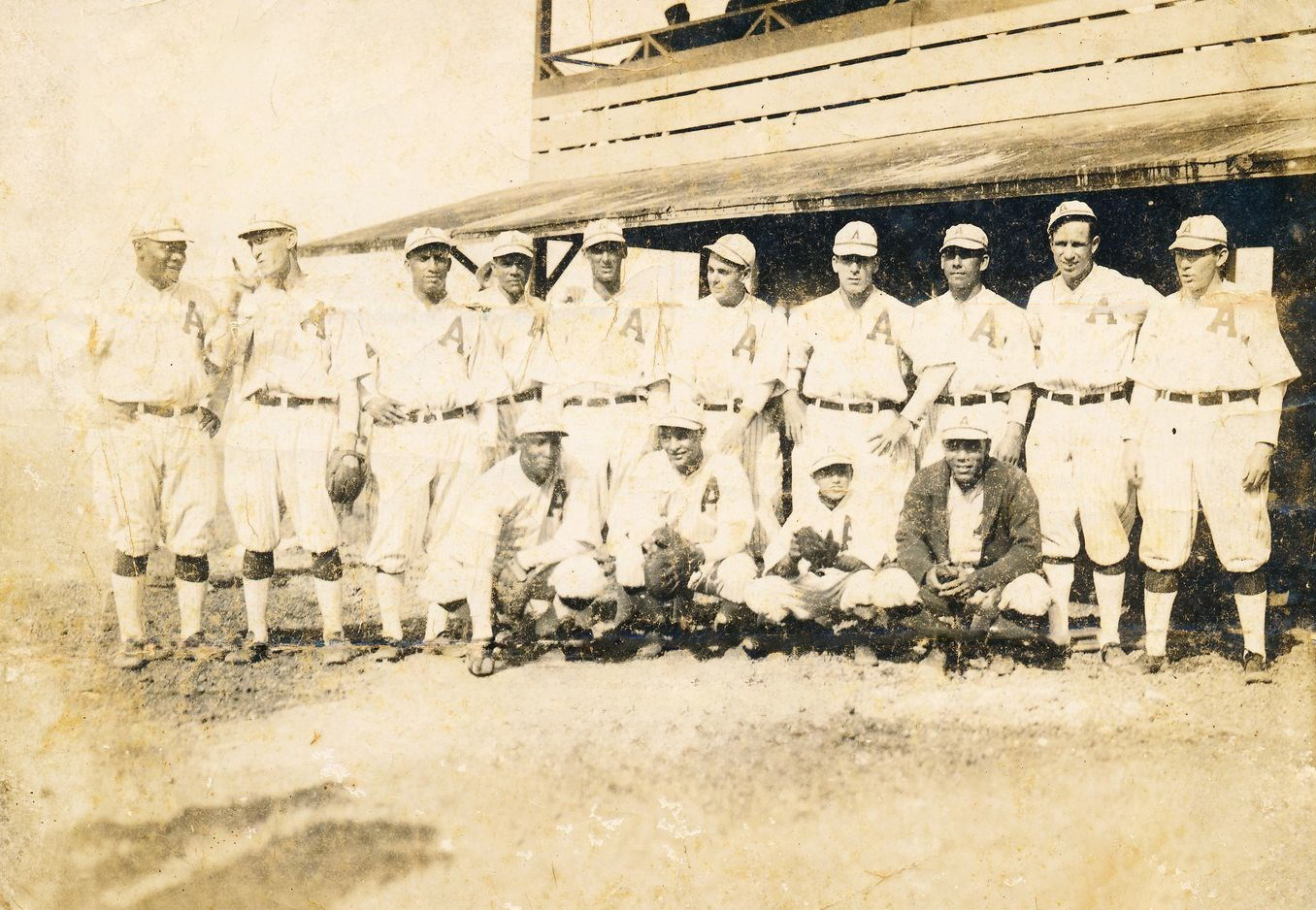
Foto del Club Almendares de 1919-20 de la Liga Cubana, en la que se ven 14 jugadores uniformados. Cristóbal Torriente (fila superior, extremo izquierdo) está de pie junto a Rafael Almeida mientras los dos tienen una conversación. Otros hombres en la foto son Bernardo Baro, Pelayo Chacón, Ramón Herrera, Merito Acosta, Adolfo Luque (el siguiente no está identificado), Emilio Palmero, Armando Marsans, Bartolo Portuondo, Eufemio Abreu, Mascot e Isido Fabre.

La Liga Cubana de Béisbol fue la liga de béisbol profesional de mayor nivel en Cuba, generalmente estuvo compuesta entre tres o cinco equipos locales que disputaban un Campeonato entre diciembre y marzo.
Liga Profesional de Béisbol de Cuba se inició el 29 de diciembre de 1878 con tres equipos, El Habana, El Almendares y Matanzas BBC, ese día se inició el campeonato con un encuentro entre El Habana y Almendares, terminando 21x20. Las disputas entre estos clubes hicieron que fueran conocidos poco después como los "eternos rivales". La liga continuó con la preponderancia del Habana sobre el resto de los equipo, en la temporada 1883/84 la campaña es cancelada, luego es reanudada pero se debe suspender nuevamente entre 1894 y 1897 por la Guerra de Independencia cubana, luego quedaron inconclusos los campeonatos de 1897/98 y 1930/31.
El 21 de diciembre de 1937 se jugó por el primer partido nocturno de la liga, en el Estadio La Tropical, entre Almendares y Marianao.

## Equipos
Equipos que lograron algún título en la liga:
- Leones del Habana
- Alacranes del Almendares
- Elefantes de Cienfuegos
- Tigres de Marianao
- Leopardos de Santa Clara
- Fé
- Matanzas BBC
- San Francisco
- Orientales

Otros equipos que participaron en la liga:
- Águila de Oro
- América
- Bocaccio
- Cárdenas BBC
- Caridad
- Carmelita
- Colón BBC
- Cuba BBC
- Progreso
- Regla
- San José
- Ultimatum
- Unión